# Verticillium subfasciculatum
Verticillium subfasciculatum är en svampart som först beskrevs av Petch, och fick sitt nu gällande namn av Samson & W. Gams 1974. Verticillium subfasciculatum ingår i släktet Verticillium och familjen Plectosphaerellaceae.   Inga underarter finns listade i Catalogue of Life.